# Ҵ (слово ћирилице)
Ҵ ҵ (Ҵ ҵ; искошено: Ҵ ҵ) је слово ћириличног писма. Зове се Те-це. Облик слова је настао као лигатура ћириличких слова Т (Т т) и Ц (Ц ц). 
Ҵ се користи у абхазском писму, где представља алвеоларну ејективну африкату /тсʼ/.  Слово је у азбуци распоређено између Ц и Ч.
На енглеском језику се ҵ обично романизује у ⟨c̄⟩.

## Рачунарски кодови
| Знак                      | Ҵ                                | Ҵ                                | ҵ                              | ҵ                              |
| ------------------------- | -------------------------------- | -------------------------------- | ------------------------------ | ------------------------------ |
| Назив у Уникоду           | CYRILLIC CAPITAL LIGATURE TE TSE | CYRILLIC CAPITAL LIGATURE TE TSE | CYRILLIC SMALL LIGATURE TE TSE | CYRILLIC SMALL LIGATURE TE TSE |
| Врста кодирања            | децимална                        | хексадецимална                   | децимална                      | хексадецимална                 |
| Уникод                    | 1204                             | U+04B4                           | 1205                           | U+04B5                         |
| UTF-8                     | 210 180                          | D2 B4                            | 210 181                        | D2 B5                          |
| Нумеричка референца знака | &#1204;                          | &#x4B4;                          | &#1205;                        | &#x4B5;                        |

## Слична слова
Ꙡ ꙡ : Ћириличко слово обрнуто Ц.
Ꚓ ꚓ : Ћириличко слово Тч.
Ц ц : Ћириличко слово Ц.
C c : Латиничко слово C.